# Bera (Spagna)
Bera in basco e Vera de Bidasoa in castigliano, è un comune spagnolo di 3 680 abitanti situato nella comunità autonoma della Navarra.